# Jan Dokulil
Jan Dokulil (13. července 1910 Mastník – 1. února 1974 Boskovice) byl český katolický kněz a básník, překladatel.

## Život
Jan Dokulil se narodil v roce 1910 v Mastníku nedaleko Třebíče, jeho otcem byl rolník. Absolvoval třebíčské klasické gymnázium roku 1929. Svá vysokoškolské vzdělání zahájil na pražské filozofické fakultě studiem angličtiny a češtiny. Po dvou semestrech ho však zanechal a započal studium teologie v Brně 1930–1935. Byl vysvěcen 5. července 1935 na kněze a stal se kaplanem v Protivanově (1935) a pak v Třebíči v bazilice svatého Prokopa (1936). Po půlroční vojenské službě v Praze byl v roce 1937 kooperátorem v Měříně a poté v Uhřínově, kde byl roku 1941 ustanoven farářem. Byl švagrem Jana Zahradníčka s nímž se blízce přátelil a který u něho na faře také bydlel. Ve 30. a 40. letech patří do skupiny spisovatelů kolem katolického časopisu Akord, jehož redakci za války přesídlí Zahradníček na jeho faru. Jeho nově postavená fara v Uhřínově se stala ve 40. letech místem setkávání osobností jako Jan Čep, František Halas, Jakub Deml, Jaroslav Durych, Albert Vyskočil, Bedřich Fučík, Timotheus Vodička.
Za druhé světové války se podílel na ukrývání rodiny Ludvíka Svobody a židů před transportem a ukrýval je na faře v Uhřínově. Pomáhá rodinám příbuzných atentátníka Jana Kubiše za stanného práva.
Po únoru 1948 ho totalitní režim zařadil na index nepohodlných kněží, kteří pro jasnou představu o hodnotách svobody byli pro nový pořádek nebezpeční. Byl varován, že bude zatčen, ale jako opatření si jen ve farní zahradě připravil otvor v oplocení, nebyl žádným sportovcem připraveným utíkat přes hranici. StB se jej 23. července 1950 pokusila na faře zatknout, jemu se však skutečně podařilo na poslední chvíli se štěstím opustit faru. Sedm let se skrýval v okolních vesnicích u svých dřívějších farníků. Z nich lze uvést dva roky azylu u rodiny soukromého rolníka J. Póla na samotě v obci Geršov, dále u Josefa Vochyána v Horních Radslavicích, Stanislava Tvarůžka ve Vozratíně (samoty u Střížova), Střížově, Bítovčice a od ledna 1953 u krejčího Josefa Jelínka v Kamenici. Zde na podzim 1953 těžce onemocněl a bylo již vybráno místo pro hrob, do kterého měl být, pokud by zemřel, tajně pohřben. Zachránil ho operací (za kterou byl později také vězněn) místní lékař Josef Dvořák, následné léčení a péče tajně docházejících zdravotních sester však bylo komplikováno nedostatkem penicilinu v ČSR.
Byl však vypátrán, sledován a 5. září 1957 zatčen a 28. prosince téhož roku ve vykonstruovaném procesu odsouzen okresním soudem v Jihlavě ke 12 letům vězení; prošel vězením ve Valdicích, Leopoldovem a Mírovem, zřejmě však unikl nejhorším monstrprocessům 50. let.
Na jeho trest se vztahovaly amnestie v roce 1960 a 1962, toto právo mu však nebylo přiznáno. Až 31. ledna 1965 mu byl přerušen trest ze zdravotních důvodů, na zákrok západoněmecké pobočky Amnesty International.
Pokusil se obnovit svůj proces u rehabilitačního senátu v Brně, u kterého svědčila i manželka pozdějšího prezidenta Ludvíka Svobody a který 31. srpna 1967 předchozí rozsudek zrušil. Poté se stal na čas knihovníkem Západomoravského muzea v Třebíči a archivářem spotřebního družstva Jednota Třebíč se sídlem Moravské Budějovice . Od 1. ledna 1968 získal státní souhlas pro kněžské působení a byl ustanoven administrátorem farnosti ve Svitávce. Účastnil se prací biblické komise a komise pro sestavení kancionálu. Zemřel v boskovické nemocnici na obnovenou nemoc z vězení 1. února 1974 a byl pochován 7. února ve Svitávce.

## Dílo
Již během studií na gymnáziu začal psát básně, byl ovlivněn tvorbou Otokara Březiny, Johna Keatse a Jana Zahradníčka (jež byl jeho švagr a posléze u něj na uhřínovské faře žil). První báseň Jan Dokulil uveřejnil roku 1931 v časopise Archa. Posléze patřil mezi básníky, kteří působili v katolické revue Akord, kterou v letech 1939 a 1940 redigoval ve spolupráci s Milošem Dvořákem, Albertem Vyskočilem a Janem Zahradníčkem. Na faře se později setkával s mnohými básníky a posléze tam byla přesunuta i redakce revue Akord. Do roku 1948 vydal čtyři básnické sbírky. Mezi lety 1949 a 1957 napsal několik dalších rukopisů, které byly zničeny při jeho zatčení v roce 1957. Psal do Akordu, Archy, Poezie, Lidových novin, Řádu, Listů pro umění a kritiku, Rozhledů po literatuře a umění, Čteme, Vyšehradu, Listu Sdružení moravských spisovatelů nebo do Tempa. Také překládal z latiny, angličtiny a němčiny. Některé překlady nebo části díla vyšly až po roce 1989.
Ve svém díle bývá Jan Dokulil někdy zaměňován s Janem Dokulilem (narozen roku 1887), učitelem a vlastivědným spisovatelem.

### Sbírky básní
- Křížové dni, Brno 1935
- Tvým slovem, Praha 1937
- Lidský živote, Praha 1940
- Tváří v tvář, Praha 1947
- Verše z pozůstalosti, Brno 1994

### Překlady
- starokřesťanské Hymny
- John kardinál Newman: Maria v litaniích
- Kateřina Emmerichová: Hořké umučení pána našeho Ježíše Krista